# Гиппократ (сын Арифрона)
Гиппократ (др.-греч. Ίπποκράτης; родился предположительно около 460 года до н. э. — погиб в середине ноября 424 года до н. э. под Делием, Беотия, Греция) — афинский аристократ из рода Бузигов, политический и военный деятель, сын Арифрона и племянник Перикла. Дважды занимал должность стратега, в 426/425 и 424/423 годах до н. э., участвовал в Пелопоннесской войне. Летом 424 года до н. э. вместе со своим коллегой Демосфеном командовал вторжением в Мегариду, которое закончилось взятием Нисеи. Осенью того же года возглавил поход в Беотию, в середине ноября потерпел поражение и погиб в сражении при Делии. 
В источниках упоминаются трое сыновей Гиппократа, Телесипп, Демофонт и Перикл, которые на момент гибели отца были ещё несовершеннолетними.